# Ceca 2000
Ceca 2000 (иногда просто 2000) — десятый студийный альбом сербской певицы  Светланы «Цецы» Ражнатович, выпущенный 29 декабря 1999 года на лейбле PGP-RTS.

## Релиз и продвижение
Официальный релиз альбома состоялся 29 декабря 1999 года, в тот же день Цеца презентовала пластинку в белградском отеле «Интерконтиненталь». Певица провела пресс-конференцию, а также исполнила несколько новых песен, включая «Crveno» и «Crni sneg» в дуэте с Ацей Лукачем. Певица также объявила, что альбом был выпущен тиражом в 295 тысяч экземпляров: 265 тысяч — на кассетах и 30 тысяч — на компакт-дисках.
Тогда же Цеца презентовала официальный календарь на 2000 год формата А2, также был выпущен календарь формата А4, который прилагался в подарок к журналу  Pink revija. Фотографии, использованные для обложки альбома и календаря сделал Деян Миличевич. Также было выпущено два музыкальных видео «Dokaz» и «Crveno» — оба сняты Миличевичем. Кроме того были сняты видео на песни «Oproštajna večera» и «Votka sa utehom», однако они так и не были выпущены в силу обстоятельств.
Для раскрутки альбома был специально запущен веб-сайт www.ceca2000.co.yu, ставший одним из первых музыкальных сайтов в Югославии, на сегодняшний день сайт больше не активен.
12 января 2000 года певица впервые выступила на телевидении с новым материалом в программе Maksovizija на Pink TV.
Дальнейшее продвижение альбома прекратилось 15 января 2000 года, когда скончался супруг Цецы Желько Ражнатович.
В 2020 году альбом был переиздан с новой обложкой в цифровом формате лейблом Ceca Music.

## Отзывы критиков
Известный сербский музыкальный критик Драган Маринкович-Маца при составлении рейтинга «50 лучших фолк-альбомов всех времён» для издания Leskovačke Vesti в 2018 году поместил пластинку на 32 место, отметив, что это один из лучших альбомов как Цецы, так и всей  балканской поп-фолк-музыки.
| Год  | Издание          | Рейтинг                             | Позиция |
| ---- | ---------------- | ----------------------------------- | ------- |
| 2018 | Leskovačke Vesti | 50 лучших фолк-альбомов всех времён | 32      |

## Список композиций
| №                   | Название                          | Текст песни                            | Музыка                           | Длительность |
| ------------------- | --------------------------------- | -------------------------------------- | -------------------------------- | ------------ |
| 1.                  | «Dokaz»                           | Марина Туцакович, Лилиана Йоргованович | Александар Милич                 | 4:37         |
| 2.                  | «Oproštajna večera»               | Марина Туцакович, Лилиана Йоргованович | Никос Карабелос                  | 4:13         |
| 3.                  | «Crni sneg» (дуэт с Ацей Лукачем) | Марина Туцакович, Лилиана Йоргованович | Хари Варешанович                 | 3:47         |
| 4.                  | «Ja ću prva»                      | Марина Туцакович, Лилиана Йоргованович | Александар Милич                 | 4:21         |
| 5.                  | «Sviće dan»                       | Марина Туцакович, Лилиана Йоргованович | Милич Вукашинович                | 3:09         |
| 6.                  | «Već viđeno»                      | Марина Туцакович, Лилиана Йоргованович | Александар Милич, Добринко Попич | 3:53         |
| 7.                  | «Crveno»                          | Марина Туцакович, Лилиана Йоргованович | Александар Милич                 | 3:54         |
| 8.                  | «Brat i sestra»                   | Марина Туцакович, Лилиана Йоргованович | Ненад Стефанович                 | 4:07         |
| 9.                  | «Votka sa utehom»                 | Марина Туцакович, Лилиана Йоргованович | Александар Милич                 | 3:58         |
| 10.                 | «Drugarice» (дуэт с «Луной»)      | Марина Туцакович, Лилиана Йоргованович | Чеда Човрак                      | 3:58         |
| 11.                 | «Ako te ona odbije»               | Марина Туцакович, Лилиана Йоргованович | Александар Милич                 | 3:26         |
| Общая длительность: | Общая длительность:               | Общая длительность:                    | Общая длительность:              | 43:12        |

Сэмплы
- «Oproštajna večera» содержит сэмпл из песни «Antidoto» Анны Висси 1998 года.
- «Crni sneg» содержит сэмпл из песни «Deli Yaz» Зеррин Озер[тур.] 1998 года.
- «Sviće dan» содержит сэмпл из песни «Sviće dan» Сельмы Баярами[серб.] 1998 года.
- «Ako te ona odbije» сэмпл из песни «Kad suza ne bude…» Сельмы Баярами 1998 года.

## История релиза
| Регион       | Дата            | Лейбл      | Формат                      |
| ------------ | --------------- | ---------- | --------------------------- |
| СР Югославия | 29 декабря 1999 | PGP-RTS    | Кассета, CD                 |
| Мир          | 27 апреля 2020  | Ceca music | Цифровая загрузка, стриминг |